# Hungry Eyes
"Hungry Eyes" és una cançó interpretada pel músic estatunidenc Eric Carmen, antic membre de la banda Raspberries, i va aparèixer a la pel·lícula Dirty Dancing (1987). La cançó es va gravar als estudis Beachwood de Beachwood, Ohio el 1987. "Hungry Eyes" va arribar al número 4 del Billboard Hot 100 i al número 3 del Cash Box Top 100 el 1988. La poderosa balada no es va llançar comercialment al Regne Unit, però va aconseguir arribar al màxim al número 82 el gener de 1988, després d'haver obtingut només les vendes d'importació.
Els compositors Franke Previte i John DeNicola van escriure la cançó, així com un altre èxit de la banda sonora Dirty Dancing, "(I've Had) The Time of My Life". John DeNicola va renovar "Hungry Eyes" per al seu àlbum debut, The Why Why, publicat l'octubre del 2019. "En explicant la seva versió, DeNicola diu:" Vaig pensar que seria divertit gravar "Hungry Eyes" d'una manera que el diferenciés de la versió de Dirty Dancing i va decidir provar de fer-la sonar com una banda moderna d’indie-rock imitant una cançó synth-pop dels anys 80 ".
Al vídeo musical hi havia Carmen amb la model Sally Steele, que més tard va fundar Vegas Rocks! Magazine.

## Antecedents
Eric Carmen, l'intèrpret de "Hungry Eyes", havia estat el vocalista dels Raspberries. Carmen va llançar el seu primer àlbum en solitari Eric Carmen, que contenia l'èxit mundial "All By Myself".
"Hungry Eyes" va ser el seu èxit més gran i va ser escrit el 1984 per John DeNicola i Franke Previte. Originalment va ser gravat per la banda de Previte, Frankie i The Knockouts per al seu àlbum Makin 'the Point. Jimmy Ienner, el productor de la banda de Carmen des de la seva primera carrera, The Raspberries, li va demanar que cantés aquesta cançó per a l'àlbum Dirty Dancing perquè coneixia l'estil musical de Carmen. Carmen dubtava a produir una cançó per a una altra banda sonora de la pel·lícula perquè creia que la música de la banda sonora tenia "morts horribles", però Carmen va gravar una cançó molt popular que encara es pot escoltar a les estacions de ràdio i anuncis de televisió.

## Llançaments
La cançó es va llançar comercialment en vinil de 7 "a molts països; a més, es va produir un single maxi de 3 pistes de 12" i un casset de 2 pistes. Els senzills de CD eren un format relativament nou; no obstant això, un mini CD japonès de 2 pistes es va llançar comercialment el 1988.

## En la cultura popular
La cançó apareix a la pel·lícula Sausage Party del 2016 i al doblatge anglès de Bad Cat.

## Cover versions
El 2004, el grup de dansa britànica Eyeopener va publicar "Hungry Eyes". La seva versió house va arribar al número 16 al Regne Unit i al número 25 a Irlanda. La cançó va ser el segon de quatre senzills amb "Eyes" com a última paraula del títol
Una versió reelaborada amb lletres alterades de James Radford apareix en un anunci del 2017 per a menjar per a gats Sheba al Regne Unit
Greyson Chance va cobrir la cançó el 2017 per al remake de Dirty Dancing que es va llançar aquell mateix any. La portada es va llançar com a senzill i també a la banda sonora de la pel·lícula.